# Episema unicolorferruginea
Episema unicolorferruginea là một loài bướm đêm trong họ Noctuidae.